# Joseph Lartigue
Pour les articles homonymes, voir Lartigue.
Joseph Lartigue, né le 27 février 1888 à Bayonne (Basses-Pyrénées) et mort le 10 novembre 1938 à Clamart, est un syndicaliste des PTT. Dans l'immédiat après-guerre, de 1919 à 1924, animateur de la tendance syndicaliste-révolutionnaire, il est un des dirigeants de la fédération CGT des PTT, avant d'être le premier secrétaire général de la Fédération postale unitaire (FPU), au sein de la CGTU.

## Biographie
Joseph Étienne Edmond Lartigue est fils  de Pierre Lartigue, homme d'équipe des trains aux Chemins de fer du midi, et de Marie Dicharry, lingère. Enfant, il est repéré comme ayant des capacités, et est poussé pour faire des études. Il poursuit donc des études au collège bayonnais de Saint-Bernard. D'après ses professeurs, il manifeste déjà sur les bancs du collèges des dons précoces et promet de « devenir un Monsieur », au service des intérêts de l'église. Mais après son service militaire, il étonne ses maîtres par l’orientation inattendue qui lui vaut d’appliquer leur enseignement et les dons de polémistes et d’orateur à des lances autres que celles auxquelles on l'avait formé. Ce militant syndicaliste est souvent oublié par les histoires du syndicalisme. Engagé volontaire dans l'armée à 18 ans, libéré du service actif en 1909, il entre aux PTT comme commis, l'année suivante. Il est d'abord nommé au Havre aux services télégraphiques, puis, en 1914 à Paris. Lors de son passage au Havre, il milite au Parti socialiste (PSU-SFIO), qui le présente, en 1913, dans le 4e canton du Havre. Il obtient 1 604 voix, contre 1 804 voix au radical Deliot, et n'est pas élu. De nouveau candidat en mars 1914, il obtient 1 254 voix au 1er tour et 2 118 voix au second tour, mais il est battu par le « briandiste » Debreuille qui obtient 2 347 voix. En avril 1914, il est candidat socialiste à une élection législative dans la 2e circonscription du Havre, obtint3 089 voix, et n'est pas élu . Mobilisé en 1916 à la télégraphie militaire de campagne, il termine la guerre au grade de sergent, avec deux citations. Il travaille ensuite dans les services « ambulants » de la ligne PLM. Les postiers ambulants étaient des personnels qui travaillaient, souvent en service de "nuit", bien qu'il y eut aussi des services ambulants de "jour", dans les wagons-postes. Ils constituaient au sein de la corporation postale une catégorie marquée d'un fort particularisme, dû à l'indépendance qu'ils avaient dans leur travail, en « route », où un fort esprit d'équipe soudait les « brigades », et au travail, très manuel, qu'ils accomplissaient. En cas de grève, comme ce le fut en mars et mai 1909, le non départ des ambulants, très impliqués dans l'Association générale des agents des PTT, était l'aune qui permettait de mesurer l'ampleur du mouvement social.

### 1919, secrétaire général-adjoint de la fédération postale CGT
Joseph Lartigue a sans aucun doute une certaine expérience dans le syndicalisme postier, quand en novembre 1919 il est élu, deux mois après sa fondation, secrétaire général adjoint de la Fédération nationale des travailleurs des PTT. Durant les deux années qui mènent à la scission syndicale de 1921, il a une activité importante, tant au niveau des PTT qu'au plan des CSR, Comités syndicalistes révolutionnaires. Cette activité se poursuit jusqu'en 1924. Elle se situe à deux niveaux syndicaux, fédéral et confédéral.
Sur le plan professionnel, il agit pour que la Fédération postale soit reconnue par les autorités administratives, pour la désignation des représentants du personnel dans les structures paritaires : conseils de discipline, commissions d'avancement de grade. En cela il mène l'action avec ceux qui sont appelés les « réformistes », tel Léon Digat. Mais parallèlement, il se bat pour un rapprochement avec les syndicalistes russes, tout en refusant l'adhésion à l'Internationale syndicale rouge (ISR) de Moscou. Il participe à des conférences syndicales internationales qui permettent de reconstituer « l'Internationale des travailleurs des PTT », fondée en 1911. Situation paradoxale pour le responsable fédéral qu'il est. Au Congrès de la CGT qui se tient à Orléans du 27 septembre au 2 octobre 1920, sa place est incontestable : il représente deux sections départementales du syndicat national des agents des PTT, Lartigue est délégué de la section de la Dordogne, 145 syndiqués et de la section du département de la Seine, qui est forte de 8 000 syndiqués. C'est la plus importante section départementale de toutes les organisations syndicales de postiers Lartigue intervient en séance le cinquième jour. Il précise d'emblée qu'il ne parle pas au nom de la Fédération postale, puis il défend une position qui le place hors des deux grands courants qui divisent le syndicalisme : se référant à Jean Jaurès, il défend l'idée que les réformes des institutions politiques et économiques peuvent avoir une valeur révolutionnaire... puis soutenant la Révolution russe, il affirme refuser un quelconque adhésion à « l'Internationale de Moscou ». S'abstenant sur le rapport moral, il ne prend pas part au vote du document d'orientation. Les deux années suivantes cependant, il évolue vers les révolutionnaires et lorsque la scission devient inéluctable, il choisit la nouvelle centrale, nommée Confédération générale du travail unitaire (GTU).

### 1922-1924, dirigeant de la Fédération postale unitaire
Minoritaires au sein du syndicalisme postier, Lartigue et les syndicalistes révolutionnaires se trouvent en accord avec les quelques noyaux communistes, implantés essentiellement dans le Syndicat des ouvriers des PTT, pour quitter la CGT et fonder la CGTU.

Il en est élu secrétaire général de la Fédération postale unitaire (FPU). Il le reste jusqu'en avril 1924, moment où les communistes prennent la direction fédérale.
Au plan interprofessionnel, il s'était rallié à la minorité au sein de la CGT, dont toutes les composantes voulaient rompre avec ce qu'ils estiment un syndicalisme de compromission. Il se trouve momentanément en accord avec les communistes, et les anarchistes. Mais la nouvelle centrale (la CGTU) est en proie dès sa création à la difficulté de faire durablement agir ensemble des courants d'idées concurrents ou contradictoires. Dans l'esprit de la Charte d'Amiens nombreux sont ceux pour qui la lutte contre le « réformisme » ne signifie pas acceptation d'une nouvelle sujétion politique. Joseph Lartigue est de ceux-là.

### Dirigeant de tendance à la CGTU
Il est élu à la Commission exécutive de cette confédération au 1er Congrès de celle-ci, tenu  en juin-juillet 1922. Cette élection est le résultat d'un accord ponctuel entre le courant syndicaliste-révolutionnaire dont il est devenu un des leaders « syndicalistes communistes », selon la qualification utilisée par l'historien des débuts de la CGTU, Jean Charles, avec le courant qui souhaite des liens plus affirmés avec les révolutionnaires soviétiques, tel Gaston Monmousseau. Unis contre les anarchistes qui perdent ainsi la direction de la CGTU, les divergences des deux composantes de cette majorité s'exacerbent sur deux points. Lartigue et ses camarades (dont deux des membres du Bureau confédéral, Marie Guillot et Cazals) refusent :
- une adhésion inconditionnelle à l'ISR ;
- la création au sein de la CGTU de commissions syndicales du Parti communiste.

Qu'il soit arrêté en janvier 1923, après avoir dirigé une certaine agitation sociale durant l'été 1922 aux PTT, et qu'il ne soit libéré qu'au bout de quatre mois d'emprisonnement, ne le font pas dévier d'une ligne revendiquant une large autonomie du syndicalisme par rapport aux partis politiques.
La rupture a lieu lors d'un Comité confédéral national (CCN) en juillet 1923. « Motion Lartigue » contre « motion Semard », deux textes s'opposent, en raison du ralliement à la motion Lartigue de plusieurs anarchistes. Le résultat  du vote du CCN est loin d'être écrasant pour les communistes :
- motion Sémard : 58 voix (39 Unions départementales, 19 fédérations) ;
- motion Lartigue : 37 voix (26 Unions départementales 11 fédérations) ;
- abstentions : 14  (11 unions départementales, 3 fédérations) ;
- absents au CCN : 4 (1 union départementale 3 fédérations).

À la suite du vote, les deux représentants de ce courant au Bureau confédéral, Marie Guillot et Léopold Cazals démissionnent de leur fonction. Deux sur quatre. Onze membre de la Commission exécutive (CE) font de même. Après en avoir repoussé l'éventualité, la majorité accepte de convoquer un congrès extraordinaire.
Surnommé par les communistes « le journal du Comité des forges », le journal Le Temps commente : On fait remarquer cependant que c'est là la plus faible majorité obtenue par M. Monmousseau depuis qu'il est secrétaire général de la CGTU.  
Lors de ce 2e Congrès de la CGTU, tenu en novembre 1923, Lartigue présente une résolution, au nom des groupes syndicalistes révolutionnaires. Elle est très minoritaire, d'autant plus que la fédération du Bâtiment présente aussi un texte et il n'est pas réélu à la Commission exécutive de la centrale syndicale en voie de « bolchévisation ».

### Avril 1924, labolchévisationde la fédération postale CGTU
Le premier Congrès de la Fédération postale unitaire est l'occasion d'une « normalisation » qui élimine de la direction de la FPU les éléments rétifs à l'embrigadement du syndicalisme par les zélateurs de la version soviétique du communisme. Les assises fédérales ont lieu du 24 au 27 avril 1924. Deux tendances s'affrontent: l'une, celle du secrétariat fédéral sortant revendique l'indépendance du syndicalisme, fut-il révolutionnaire, par rapport aux partis politiques, en l'occurrence, le Parti communiste. Lartigue défend cette position et refuse la soumission aux commissions syndicales mises en place par le Parti communiste. L'autre tendance répercute les orientations de l'Internationale communiste et amalgame tout avis contraire à une trahison envers le prolétariat. Aux termes de débats houleux, deux votes contradictoires interviennent, qui suggèrent des manipulations : 
- Le rapport moral présenté par la direction sortante (Lartigue) est voté par 97 voix "pour", contre 85 voix "contre", 6 abstentions.
- Mais la motion d'orientation défendue par ce même Lartigue est repoussée par 103 voix "contre, 80 "pour" et 4 abstentions[20].

Nouvel homme fort du syndicalisme « unitaire », Henri Gourdeaux, pragmatique et désireux d'éviter une débâcle d'adhérents propose une représentation de la minorité dans les organismes fédéraux : 21 titulaires et 6 suppléants pour la majorité, 12 titulaires et 3 suppléants pour la minorité. Le nom de Joseph Lartigue, accusé de tous les maux (incompétence, "autoritarisme", gabegie financière), semble disparaître après 1924 de toute activité syndicale ultérieure.
Ayant passé à 40 ans le concours d'inspecteur, il devient « inspecteur breveté » des PTT après un passage par l'École supérieure des PTT. Deux ou trois ans après, il est nommé professeur dans cette école, où il aurait terminé sa carrière. Il est nommé chevalier de la légion d'honneur, en août 1936, par Robert Jardillier, ministre du Front populaire. Son acte de décès, en novembre 1938 l'enregistre « directeur des services ambulants du Sud-Ouest ».

## Sources
- Notice « Lartigue Joseph », Le Maitron en ligne, rédigée par Yves Lequin et Christian Henrisey.
- Jean Maitron, Colette Chambelland, Syndicalisme révolutionnaire et communisme, les archives de Pierre Monatte, éditions Maspero, Paris, 1969.
- Georges Frischmann, Histoire de la Fédération CGT des PTT. Des origines au statut des fonctionnaires 1672-1946, éditions sociales, Paris, 1967.